# Johannes Job
Johannes Job (* 12. Oktober 1664 in Frankfurt am Main; † 5. Februar 1736 in Leipzig) war ein deutscher Beamter, evangelischer Theologe und Kirchenlieddichter.

## Leben
Johannes Job wurde am 12. Oktober 1664 in Frankfurt am Main geboren. Die Universität Straßburg besuchte er 1684, im Folgejahr die Universität Leipzig. Er studierte die Rechtswissenschaften, hörte aber auch theologische Vorlesungen Speners. Dadurch kam er mit dem Pietismus in Kontakt. Nach dem Studium war er kurz Hofmeister in Plauen und ließ sich 1692 in Leipzig nieder. Dort betätigte er sich in der Stadtverwaltung. 1699 zunächst Bankbeamter, später Oberpostsekretär bis 1711, als welcher er auch politische Zeitungen redigierte. Ratsherr war er seit 1711, im Folgejahr wurde er außerdem Syndikus. Zum Baumeister ernannte man ihn schließlich 1732; diese Stelle hielt er bis zu seinem Tode am 5. Februar 1736 inne.
Job hinterließ einen Sohn, Johann Heinrich Job (teils auch Johann Friedrich Job). Dieser war Diakon und Rektor in Glaucha und lebte vom 14. November 1699 bis zum 4. Februar 1762.
Auch schriftstellerisch betätigte sich Job; er verfasste Erbauungsschriften und geistliche Lieder. Fünf seiner Kirchenlieder wurden im zweiten Teil von Johann Anastasius Freylinghausens Geistreiches Gesangbuch abgedruckt. Eine Vorliebe hatte er für Andachtslieder, folgend der theologischen Ausrichtung Speners. Daher gilt Job als wichtigster pietistischer Dichter außerhalb Halles.

## Werke
- Du führst ja deine Lieben
- Prange, Welt, mit deinem Wissen
- O allerschönster Freudentag
- Einziger Weg zur wahren Glückseligkeit (dritte Auflage Halle 1719)
- Wahrer Christen allernöthigste und allerbeste Wissenschaft (Leipzig 1690; zweite Auflage 1746)
- Erklärung der reinen evangelischen Glaubenslehre durch Frag' und Antworten (Leipzig 1691; zweite Auflage 1746)